# ريتش فوغلر
ريتش فوغلر (بالإنجليزية: Rich Vogler) هو سائق سباق أمريكي، ولد في 26 يوليو 1950 في شيكاغو في الولايات المتحدة، وتوفي في 21 يوليو 1990 في سالم في الولايات المتحدة.

## وصلات خارجية
- ريتش فوغلر على موقع Racing-Reference.info (الإنجليزية)
- ريتش فوغلر على موقع DriverDB.com (الإنجليزية)